# Patrick Neary
Patrick Neary (La Porte, 6 marzo 1963) è un vescovo cattolico statunitense, dal 15 dicembre 2022 vescovo di Saint Cloud.

## Biografia
È nato a La Porte, nell'omonima contea e diocesi di Gary, il 6 marzo 1963.

### Formazione e ministero sacerdotale
Ha frequentato l'Università di Notre Dame d'Indiana, dove ha conseguito il baccellierato in storia. Ha proseguito gli studi presso la Jesuit School of Theology in California. Qui ha ottenuto il Master of Divinity.
È stato ordinato presbitero il 6 aprile 1991 per la Congregazione di Santa Croce dal vescovo Paul Edward Waldschmidt.
Durante il suo ministero sacerdotale ha svolto diversi incarichi: è stato vicario parrocchiale presso la parrocchia Saint John Vianney in Goodyear dal 1990 al 1994, cappellano universitario presso l'Università di Notre Dame dal 1994 al 2000, vicerettore del Moreau Seminary di Notre Dame dal 2000 al 2004); membro del consiglio provinciale della Congregazione di Santa Croce dell'Indiana dal 2003 al 2010.
Nel 2010 si è trasferito in Kenya dove è stato direttore della McCauley House of Formation di Nairobi fino al 2011 e poi superiore del distretto dell'Africa orientale della Congregazione di Santa Croce dal 2011 al 2018.
In quell'anno è tornato negli Stati Uniti d'America e fino alla nomina episcopale è stato parroco presso la parrocchia Holy Redeemer di Portland.

### Ministero episcopale
Il 15 dicembre 2022 papa Francesco lo ha nominato vescovo di Saint Cloud; succede a Donald Joseph Kettler, dimessosi per raggiunti limiti d'età. Ha ricevuto l'ordinazione episcopale il 14 febbraio 2023 nella cattedrale di Santa Maria a Saint Cloud dall'arcivescovo metropolita di Saint Paul e Minneapolis Bernard Anthony Hebda. Durante la stessa celebrazione ha preso possesso della diocesi.

## Genealogia episcopale
La genealogia episcopale è:
- Cardinale Scipione Rebiba
- Cardinale Giulio Antonio Santori
- Cardinale Girolamo Bernerio, O.P.
- Arcivescovo Galeazzo Sanvitale
- Cardinale Ludovico Ludovisi
- Cardinale Luigi Caetani
- Cardinale Ulderico Carpegna
- Cardinale Paluzzo Paluzzi Altieri degli Albertoni
- Papa Benedetto XIII
- Papa Benedetto XIV
- Papa Clemente XIII
- Cardinale Marcantonio Colonna
- Cardinale Giacinto Sigismondo Gerdil, B.
- Cardinale Giulio Maria della Somaglia
- Cardinale Carlo Odescalchi, S.I.
- Cardinale Costantino Patrizi Naro
- Cardinale Lucido Maria Parocchi
- Papa Pio X
- Cardinale Gaetano De Lai
- Cardinale Raffaele Carlo Rossi, O.C.D.
- Cardinale Amleto Giovanni Cicognani
- Cardinale Pio Laghi
- Cardinale Adam Joseph Maida
- Arcivescovo Allen Henry Vigneron
- Arcivescovo Bernard Anthony Hebda
- Vescovo Patrick Neary, C.S.C.